# Old Tongland Bridge
Die Old Tongland Bridge ist eine Straßenbrücke in der Ortschaft Tongland in der schottischen Council Area Dumfries and Galloway. 1971 wurde das Bauwerk in die schottischen Denkmallisten in der höchsten Kategorie A aufgenommen. Sie überspannt den Dee, der an dieser Stelle die Grenze zwischen den Parishs Tongland und Kirkcudbright bildet. Die Brücke ist nicht zu verwechseln mit der wenige hundert Meter flussabwärts befindlichen Tongland Bridge.

## Beschreibung
Der Mauerwerksviadukt liegt am Südrand von Tongland ein kurzes Stück oberhalb des Wasserkraftwerks Tongland. Er wurde um das Jahr 1737 errichtet und führt heute eine kleine Nebenstraße über den Dee. Die Old Tongland Bridge überspannt den Dee in zwei Segmentbögen. Dabei ist sie insgesamt rund 30 m lang. Ihr Mauerwerk besteht aus Bruchstein mit ausgemauerten Bögen. Eine schlichte Bruchsteinbrüstung mit Natursteinkappen aus Sandstein begrenzt die Fahrbahn. Auf einer Seite verläuft ein schmaler Fußgängerweg entlang der Fahrbahn. Die effektiv nutzbare Breite beträgt rund drei Meter. Am zentralen Pfeiler treten Eisbrecher dreieckig heraus.